# ألفوز دي برايسيا
بلدية الفوز دي برايسيا (بالإسبانية: Alfoz de Bricia)‏، هي إحدى بلديات مقاطعة برغش، التي تقع في منطقة قشتالة وليون، والتي تقع في شمال غرب إسبانيا.
يبلغ عدد سكانها 134 نسمة وفقاً لإحصائية سنة (2002).